# La voce del sangue
Pour plus de détails, voir Fiche technique et Distribution.
La voce del sangue est un film italien réalisé par Pino Mercanti, sorti en 1952.

## Fiche technique
- Titre : La voce del sangue
- Réalisation : Pino Mercanti
- Scénario : Gaspare Cataldo, Fabrizio Sarazani, Fulvio Palmieri, Pino Mercanti
- Photographie : Giuseppe La Torre
- Montage :
- Musique : Franco Mannino
- Son :
- Décors : Jolanda Montori
- Producteur : Dino Rossini
- Société de production : Romanella Film
- Distribution :
- Pays d'origine :  Italie
- Langue : Italien
- Format : Noir et blanc — Son : Mono
- Genre : melodrame
- Durée : 90 minutes
- Date de sortie : 
  - Italie : 7 février 1952

## Distribution
- Franca Marzi : Elsa Di Lauro
- Otello Toso : Carlo Mattei
- Evi Maltagliati : Giulia Scala
- Lyla Rocco : Lucia
- Paul Muller : Le comte Franco Sampieri
- Roberto Risso : Sergio Scala
- Enrico Glori : Gabriele
- Filippo Scelzo : Donato Scala
- Lia Orlandini : la mère de Lucia
- Franco Montagna
- Jone Morino
- Gigi Pisano
- Cristina Pall
- Gino Anglani
- Ina La Yana
- Rita Livesi

## À noter
- Les chansons du film sont interprétées par Narciso Parigi.